# Celso Cota

Celso Cota, 23 de agosto de 2023

Celso Cota Neto, conhecido simplesmente como Celso Cota (Mariana, 10 de janeiro de 1961), é um empresário e político marianense, tendo sido prefeito de Mariana por quatro mandatos, o último entre agosto de 2023 e dezembro de 2024.
Celso Cota foi prefeito entre 2001 e 2008, por dois mandatos. Entre 2012 e junho de 2013, tendo seu mandato cassado.
É pai do deputado estadual por Minas Gerais Thiago Cota (PDT).

## Processo eleitoral

### Cassação e perda dos direitos políticos
Celso Cota foi prefeito de Mariana por dois mandatos, de 2001 a 2008, pelo PSDB. Acabou sofrendo um processo administrativo, sendo obrigado a devolver 80 mil reais aos cofres públicos, e pagar uma multa de 160 mil reais. Teve os direitos políticos cassados. Em 2012, mesmo com os direitos políticos cassados, conseguiu uma liminar na justiça e foi eleito prefeito do município, em uma chapa com Duarte Júnior (PPS), com 54,38% dos votos. Celso Cota (PSDB) iria empreender o seu terceiro mandato. Em junho de 2013 o TJMG julgou novamente a liminar, cassando Celso Cota. Quem assumiu a prefeitura foi o seu vice-prefeito, Duarte Júnior.

### Eleições de 2020
Celso Cota (MDB) e o seu vice-prefeito Cristiano Villas Boas (PT) foram a chapa mais votada nas eleições municipais de Mariana, em 2020, com 42,16% dos votos. Todavia, a candidatura de Celso Cota foi cassada,  por improbidade administrativa, aguardando julgamento para saber se seria diplomado ou se seriam realizadas novas eleições. Seus direitos políticos retornariam em outubro, e as eleições ocorreram, extraordinariamente, em novembro, pela pandemia da COVID-19.
Em 17 de agosto de 2023 o TRE determinou, na última instância do julgamento, que o registro de julgamento de Cota era regular, e ele deveria ser imediatamente diplomado. Floriano de Azevedo Marques, Ramos Tavares, Benedito Gonçalves, Raul Araújo e Alexandre de Morais, presidente do TSE, votaram a favor da causa do candidato eleito. Cármem Lúcia e Nunes Marques votaram contra.
O vice-prefeito, Cristiano Villas Boas, postou uma nota afirmando que tinha terminado "uma das maiores injustiças da história de Mariana e a maior injustiça que sofremos em nossas vidas. Dois homens eleitos nas urnas pelo povo, que tiveram quase todo o mandato usurpado injustamente".